# Клевицкий, Евсей Менделевич
Евсей Менделевич (Семен Михайлович) Клевицкий (1905, Российская Империя — 1989, СССР) — советский архитектор-градостроитель.

## Биография
В 1930 году окончил Харьковский художественный институт по специальности архитектор-художник.
В разные годы работал в институтах «Гипроград», «Ленгипрогор», «Горстройпроект», «Облпроект», «ПромстройНИИпроект», «Харьковпроект». Автор многих проектов, осуществленных в Харькове и области, других городах Советского Союза.
Награждён медалью «За доблестный труд в Великой Отечественной войне 1941—1945 гг.».

## Избранные реализованные проекты
- Генеральный план города Енакиево (1953—1957 гг.)
- Генеральный план города Славянск (1953—1957 гг.)
- Технико-экономические обоснования генерального плана Харькова (1964 г.)
- Генеральный план Харькова (1966 г.).